# إضاءة اللون

ثلاثة صِبغات في النموذج اللوني لمونسل. يختلف كل لون بقيمته من الأعلى إلى الأسفل بقفزات إدراك لوني ثابتة. يخضع العمود الأيمن لتغير كبير في اللون المدرك

إضاءة اللون (بالإنجليزية: Lightness)‏: وتسمى في بعض السياقات «قيمة اللون» هي خاصية للون، وأحد الأبعاد في بعض الفضاءات اللونية.
وتستخدم النماذج اللونية المختلفة مصطلح إضاءة اللون بأسماء أخرى. فيستخدم نظام الألوان مونسل مصطلح قيمة اللون، في حين يستخدم النموذج اللوني ص ش ض (HSL color model) والفضاء اللوني إل آ بيه (Lab color space) المصطلح إضاءة اللون. ويستخدم النموذج اللوني ص ش ق (HSV color model) مصطلح قيمة اللون (ق) بوجه مختلف قليلا: فاللون بقيمة لونية منخفضة يكون أسودا تقريبا، ولكن اللون ذا القيمة المرتفعة يكون لونا نقيا مشبعا تماما.
يمكن الحصول على تغيرات في قيمة اللون الطرحي (في حالة الطلاء مثلا) بإضافة الأسود[ ؟ ] أو الأبيض إلى اللون. ولكن هذا ينقص الإشباع.